# Secular Coalition for America

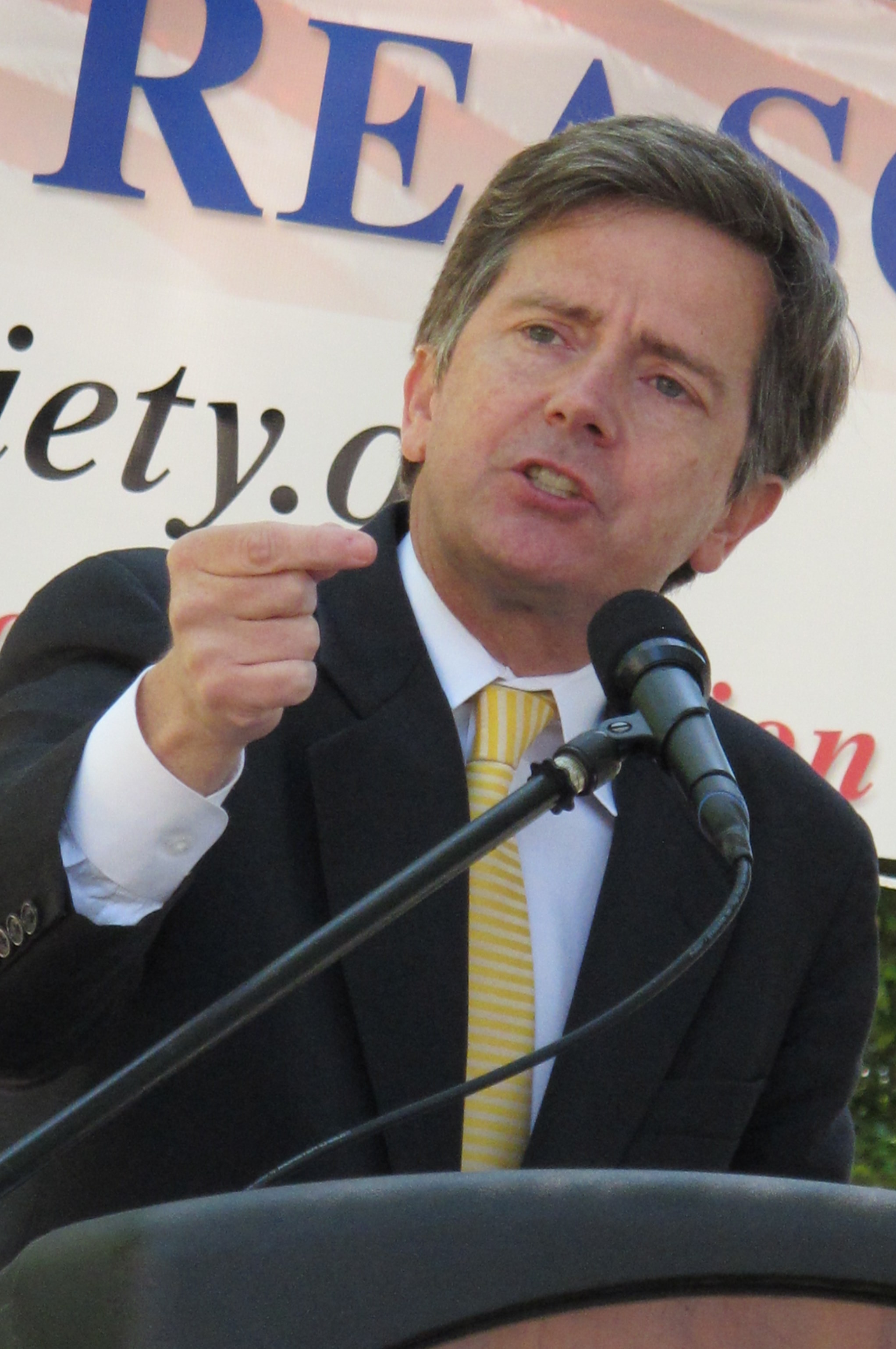
Sean Faircloth

La Coalición Secular por los Estados Unidos (Secular Coalition for America) es un grupo de defensa en la política estadounidense con base en Washington D. C. que representa a personas ateas, humanistas, librepensadoras, agnósticas y no teístas.
Sean Faircloth, legislador por el estado de Maine es su director ejecutivo desde 2009. Entre 2005 y 2009 estuvo dirigido por el senador de Nevada Lori Lipman Brown, quien se convirtió en su primer cabildero a tiempo completo y es ahora su director emérito.
The Secular Coalition trabaja para incrementar la visibilidad y respeto de los puntos de vista no teístas y empoderar el carácter laico del gobierno de Estados Unidos. La coalición aboga por la completa separación iglesia-estado en la política americana, algo recogido claramente en la Primera Enmienda de la Constitución de Estados Unidos. Apuntan hacia la libertad de conciencia, lo que incluye la libertad religiosa, algo que por su importancia se encuentra recogido como primero de todos los derechos del Declaración de Derechos. La coalición apoya los principios de la razón y la ciencia para las políticas públicas.

## Plan a diez años
La Coalición Secular por los Estados Unidos aprobó, en febrero de 2010, una estrategia para un plazo de una década para mejorar su influencia y la de sus organizaciones miembros en un documento conocido como
Our Secular Decade. El plan, de ocho puntos, incrementa el trabajo en red de los estadounidenses no teístas para mejorar en los esfuerzos educativos y una expansión del grupo de activistas.